# Амансай (Жуалинський район)
Аманса́й (каз. Амансай) — село у складі Жуалинського району Жамбильської області Казахстану. Входить до складу Шакпацького сільського округу.
У радянські часи село називалось Калініно.
Населення — 173 особи (2021; 158 у 2009, 175 у 1999, 159 у 1989).